# Заріч'є (Нюксенський район)
Зарі́ч'є (рос. Заречье) — присілок у складі Нюксенського району Вологодської області, Росія. Входить до складу Нюксенського сільського поселення.
Присілок був утворений 16 листопада 2000 року.

## Населення
Населення — 21 особа (2010; 27 у 2002).
Національний склад (станом на 2002 рік):
- росіяни — 89 %